# Coigneau (hop)

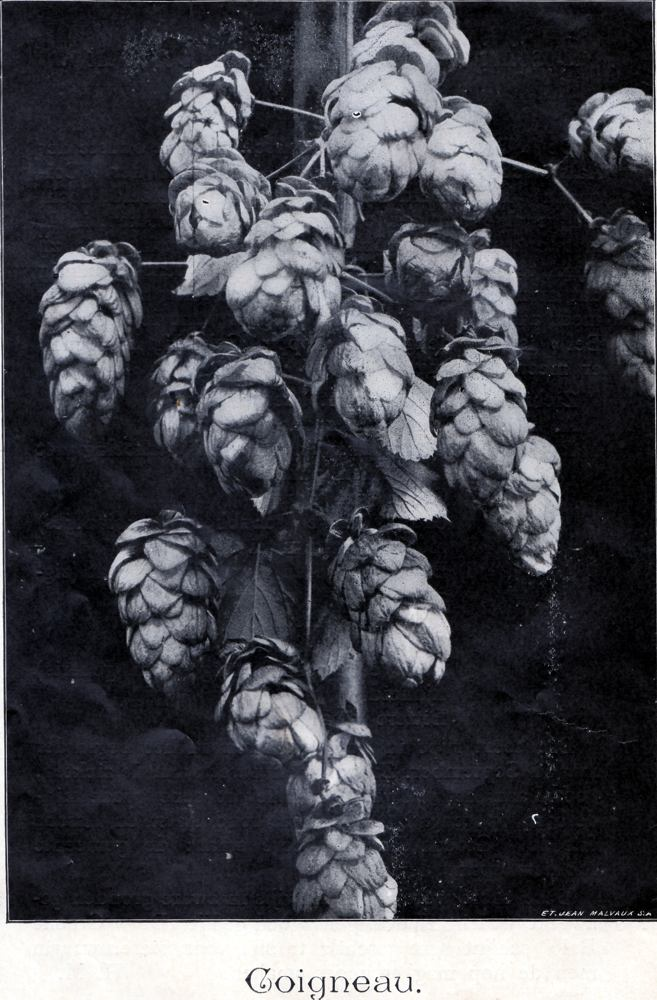
Afbeelding Coigneaubellen uit 1909

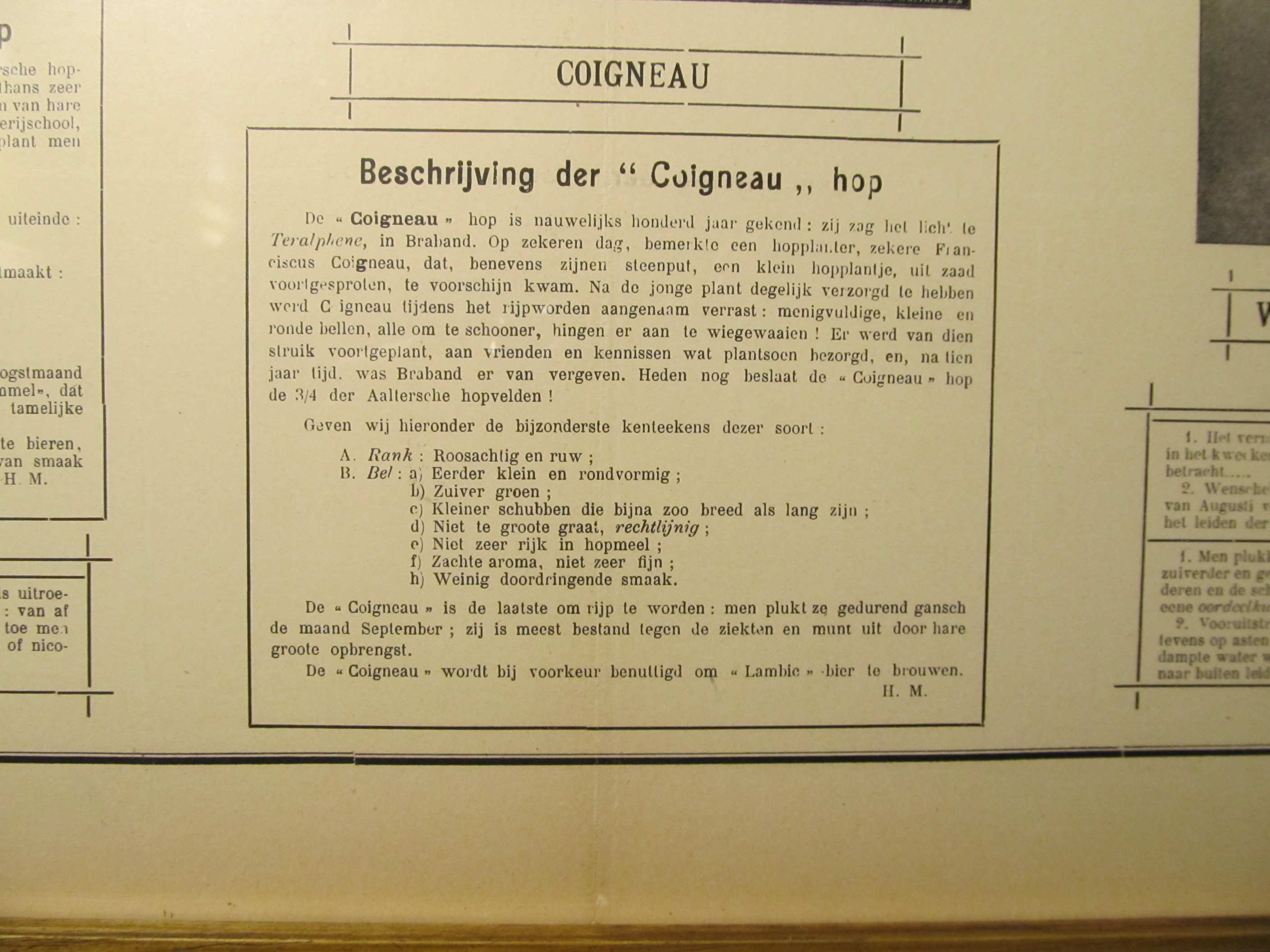
Beschrijving van de Coigneau-hop in 1908 in het maandblad De Hopboer, officieel orgaan der Belgische hopbonden

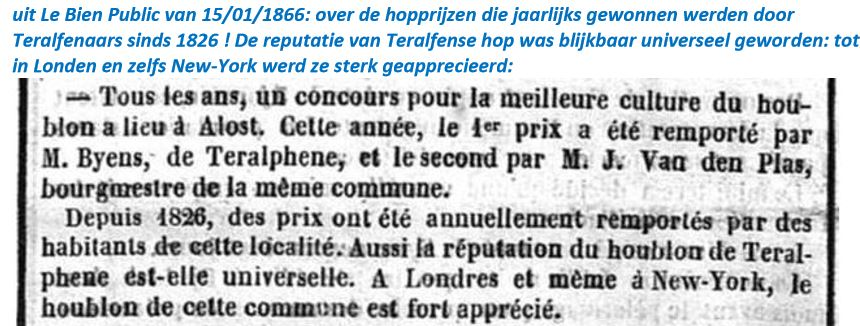
krantenartikel 1866

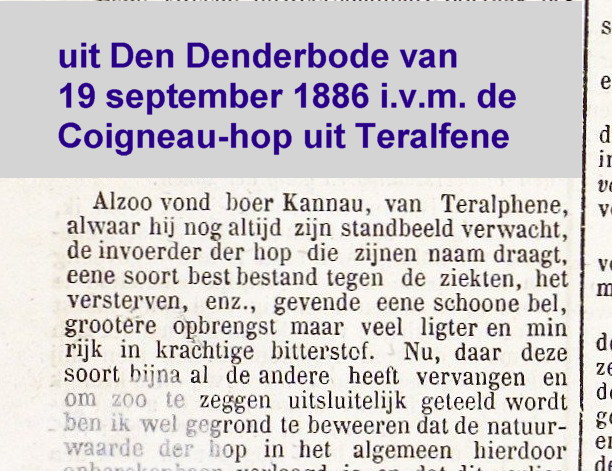
Extract van artikel uit Aalsterse krant Den Denderbode van 19 september 1886 betreffende de Kannau (Coigneau) hop

De Coigneau is een bijna verdwenen variëteit van hop (Humulus lupulus), afkomstig van het Vlaams-Brabantse dorp Teralfene, die in de negentiende en begin twintigste eeuw massaal werd geteeld in de hopstreek Aalst-Asse. Omwille van de lichte bitterheid van de Coigneau-hop was de soort zeer geschikt voor de aanmaak van lambiek. Later werd ze ook gebruikt bij het bereiden van pilsener.
De Franse naam van deze variëteit werd vroeger dikwijls verbasterd tot Cagneau, Cagnau, Carnau en zelfs Cannau of Kannau.

## Geschiedenis
De naam van deze hopvariëteit is afgeleid van de hopboer Franciscus Coigneau (Aalst, 19 april 1724 – Teralfene, 8 maart 1793) die de soort reeds omstreeks 1785 voor het eerst heeft ontwikkeld op zijn hoplochting te Teralfene. De variëteit bleek succesvol want was goed bestand tegen ziekten en gaf een grote opbrengst per ha. Bijgevolg steeg het relatieve belang van de Coigneau gedurende de Franse en vooral de Nederlandse (1815-1830) periode en zullen uiteindelijk de meeste andere hopsoorten (behalve Groene Belle en Witte Rank) in de hopstreek Aalst-Asse zelfs tijdelijk verdrongen worden door de Coigneau in de periode 1850-1910.
Reeds in 1833 schreef het Franse tijdschrift L’ Agronome dat deze hopsoort het meest gewaardeerd werd (“le plus estimé”) en het meest gevraagd door de consument (“le plus recherché du consommateur”). In 1851 omschreef de krant ‘Messager de Gand’ dat deze hopvariëteit terecht werd geroemd te Teralfene (“Le village de Theralphene la vante à juste titre”) aangezien ze het meest productief was en de mooiste hopbel vertoonde  (“le plus beau cône”). En in 1866 schreef de krant ‘Le bien Public’ dat de Teralfense hop, die al sinds 1826 jaarlijks Aalsterse prijzen opleverde, een universele reputatie had verworven (“Aussi la réputation du houblon de Teralphene est-elle universelle. A Londres et même à New-York, le houblon de cette commune est fort apprécié”). 
Na 1910 won de bitterder maar fijnere Groene Belle terrein,  tot die op haar beurt verdrongen werd door Duitse aromatische hopvariëteiten die vereist waren voor de lage gistingsbieren.
In hun strijd om de lokale hopsoorten te beschermen tegen de oprukkende buitenlandse hopvariëteiten pleitten rond 1900 verschillende (Aalsterse) politici, waaronder de gebroeders Daens, voor de veredeling van goede Belgische hop, in hun ogen de Groene Belle, eerder dan het streven naar rendement door aanplanten van de toen overheersende lokale hopvarieteit Coigneau. Toch blijkt uit een parlementair verslag van april 1906 dat er rond die tijd in het arrondissement Aalst op 100 hectaren nog 80 hectaren Coigneau gekweekt werd tegen 15 hectaren Groene Belle en 5 hectaren Witte rank. In 1908 meldde het maandblad De Hopboer dat de Coigneau-hop nog drie vierde der Aalsterse hopvelden besloeg.
Tegen 1930 was de situatie al helemaal anders en hadden de meeste hopboeren rond Aalst de Coigneau als lokale variëteit vervangen door Groene Belle, maar de opmars van buitenlandse hopvariëteiten in de streek Aalst-Asse kon niet gestopt worden. De laatste Coigneau-percelen werden gerooid in de jaren 1950. Echter ook de Groene Belle verdween omstreeks 1960.

## Recente ontwikkelingen
In 2014 werd bekend dat deze verloren gewaande hopvariëteit was teruggevonden in de plantencollectie van het voormalige Wye College in Kent. Sindsdien werd de Coigneau samen met enkele andere hopsoorten als levend erfgoed gerehabiliteerd in de streek van Aalst. Enkele hoptelers legden zich ook toe op de Coigneau. In oktober 2024 lanceerde Brouwerij Boon uit Lembeek een gelimiteerde editie aan flessen 75cl Oude Geuze met toevoeging van deze hopsoort, onder de naam "Oude Geuze Coigneau".

## Kenmerken
- rank: roosachtig, ruw

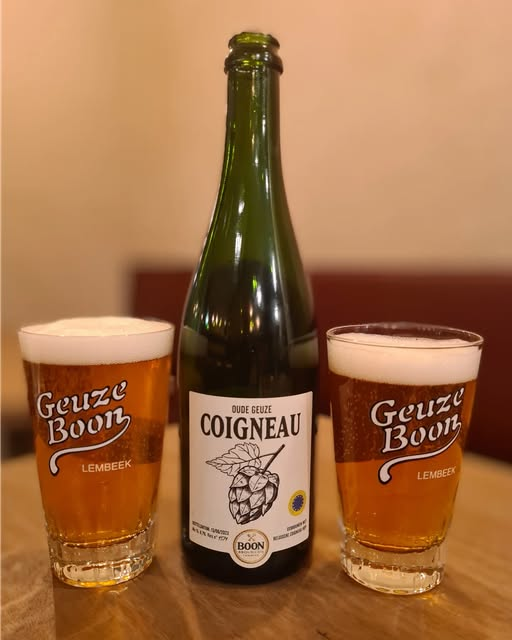
Oude geuze mét Coigneau-hop in 2024 op de markt gebracht

- bel: rondvormig, groen, weinig schubben
- aroma: zacht, niet zo fijn, weinig smaak
- pluk: september
- weerstand: goed bestand tegen ziekten
- opbrengst: groot
- nut: Lambikbier, later ook pils